# Johnny Mnemonic (jeu vidéo)
Pour les articles homonymes, voir Johnny Mnemonic.
Johnny Mnemonic (titre complet: Johnny Mnemonic: The Interactive Action Movie) est un jeu vidéo sorti en 1995 sur Microsoft Windows et Mac.